# 2788 Andenne
2788 Andenne је астероид главног астероидног појаса чија средња удаљеност од Сунца износи 2,560 астрономских јединица (АЈ).
Апсолутна магнитуда астероида је 13,3.